# Oneux
Oneux är en kommun i departementet Somme i regionen Hauts-de-France i norra Frankrike. Kommunen ligger i kantonen Ailly-le-Haut-Clocher som tillhör arrondissementet Abbeville. År 2022 hade Oneux 445 invånare.

## Befolkningsutveckling
Antalet invånare i kommunen Oneux
| Referens: INSEE |